# Warekena
I Warekena  sono un gruppo etnico del Brasile e de Venezuela che ha una popolazione stimata in 887 individui (2010, Brasile).

## Lingua
La lingua Guarequena (codice ISO 639: GAE), lingua che appartiene alla famiglia linguistica Aruak, è la lingua originaria del gruppo ma oggi parlano una lingua franca, la nheengatu, trasmesso dai Carmelitani nel periodo coloniale.

## Insediamenti
Vivono nello stato brasiliano dell'Amazonas, nelle regioni dei fiumi Xié e Negro ai confini con il Venezuela. Più del 60% degli indios stanziati nelle regioni dei fiumi Xié e Rio Negro (in totale circa 140 villaggi che ospitano circa 3.200 persone) si identifica come Werekena. I villaggi principali sono Cucuí, Vila Nova e Cué-Cue.

## Storia

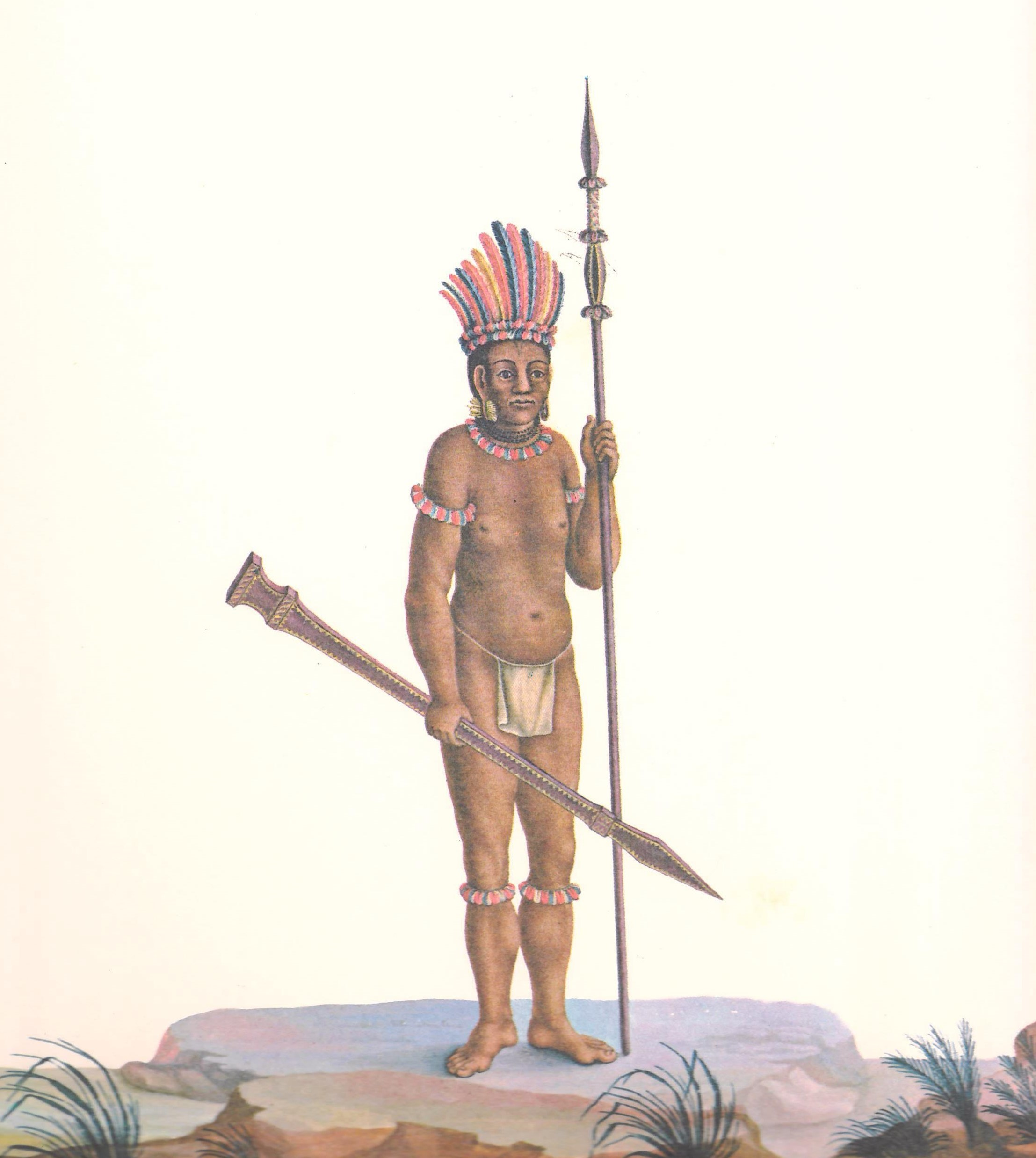
Warekena, 1783-1792.

I primi contatti sono avvenuti probabilmente nel secolo XVIII. Nel 1753, il gesuita Ignacio Szentmatonyi riferisce che i "Verikenas" abitano la zona del fiume "Issi" (Xié) e parlano una propria lingua. Altre fonti riferibili agli anni 1758-1760 parlano di un numero di villaggi Werekena collocati nei pressi dei fiumi Dipartimento di Guainía (alla fonte del Cassiquiari), Tiriquin, Itiniwini (oggi São Miguel e suoi affluenti Ichani, Ikeven, o Equeguani, e Mee), Atacavi, Atabapo e Caflo Maruapo (affluente del Cassiquiari), una regione in Venezuela in cui i Werekena ancora vivono oggi. Padre José Monteiro de Noronha (1768) indica la presenza di "Uerequena" nel 1768 nei pressi del fiume Xié, aggiungendo il fatto che essi vivono con altre etnie tra cui Baniba (Baniwa), Lhapueno, Mende  e altri. In una escursione nei pressi del Rio Negro (1848-1850), il naturalista britannico Alfred Russel Wallace annota che gli "Ariquenas" si sono stabiliti nella zona del fiume Içana insieme ad altri gruppi tra cui Baniua, Bauatanas, Ciuci, Quatis, Juruparis, Ipecas e Papunauas e che gli "Ariquenas" sono soliti attaccare gli altri gruppi per fare prigionieri. Pochi anni dopo, tra il 1852 e il 1854, il padre cappuccino Gregório José Maria de Bene e Jesuino Cordeiro annotavano che gli "Uriquena" abitavano il fiume Içana insieme ai gruppi Baniua, Piuns, Cadauapuritaua, Murureni, lurupari, Siussi, Quaty, Ipeca, Tapibira, Tatutapia, Caetitu, lujudeni e Uaripareri. Tutte queste relazioni testimoniano il fatto che le popolazioni della regione, e conseguentemente anche la popolazione Warekena, erano tutte relativamente numerose.
Dai primi del Novecento, molte famiglie di Warekena migrarono verso il Brasile a causa delle continue oppressioni dei proprietari terrieri e dei estrattori minerari dei fiumi Guainia e Casiquiari che li sfruttavano costringendoli a lavorare. Una volta in Brasile, i Warekena dovettero affrontare ancora una volta lo sfruttamento dei commercianti in cerca di fibra di palma e di caucciù.